# Isaac Nana
Isaac Nana Asare (Acra, Ghana, 1 de enero de 1994) es un futbolista ghanés que juega de centrocampista en el C. D. Atlético Baleares de la Primera Federación.

## Trayectoria
Isaac Nana nació en Acra, Ghana, y empezó a jugar en el R. S. D. Alcalá en la temporada 2011-12, por ese entonces equipo de la Segunda División B. El 31 de enero de 2013 fue traspasado al Rayo Vallecano B que militaba en la Tercera División, desde donde fue traspasado al inicio de la siguiente temporada al Atlético Madrid B que también militaba en la misma división.
El 11 de julio de 2014 firmó un contrato de cuatro años con el Recreativo de Huelva.
En el mercado de invierno de la temporada 2015-16 fue contratado por el Cádiz C. F. ocupando una ficha sub-23. Un año después, en el mercado de invierno de la temporada 2016-17, fue contratado por el Club de Futbol Fuenlabrada después de que se desvinculara del club del Ramón de Carranza.
Después pasó por Mérida, Badalona, Cornellà y Santander, regresando en enero de 2022 a la U. E. Cornellà. Esta segunda etapa en club duró temporada y media y en agosto de 2023 fichó por el C. D. Atlético Baleares.

## Clubes
| Club                            | País   | Año       |
| ------------------------------- | ------ | --------- |
| R. S. D. Alcalá                 | España | 2011-2014 |
| Rayo Vallecano "B" (Cedido)     | España | 2013      |
| Atlético de Madrid "B" (Cedido) | España | 2013-2014 |
| Recreativo de Huelva            | España | 2014-2015 |
| Cádiz C. F.                     | España | 2016      |
| C. F. Fuenlabrada               | España | 2016-2017 |
| A. D. Mérida                    | España | 2018      |
| C. F. Badalona                  | España | 2018-2019 |
| U. E. Cornellà                  | España | 2019-2020 |
| Racing de Santander             | España | 2020-2021 |
| U. E. Cornellà                  | España | 2022-2023 |
| C. D. Atlético Baleares         | España | 2023-     |